# Manfred Fuhrmann
Pour les articles homonymes, voir Fuhrmann.
Manfred Fuhrmann (23 juin 1925 – 12 janvier 2005) est un philologue et professeur universitaire en philologie de latin classique. On lui doit la traduction en allemand de tous les discours de Cicéron.

## Biographie
Manfred Fuhrmann naît le 23 juin 1925 à Hiddesen, près de Detmold, en Allemagne. Il enseigne de 1962 à 1966 à l'université de Kiel, puis à l'université de Constance à partir de 1967.
Fuhrmann a traduit en allemand de nombreux textes rédigés en latin classique et en grec ancien. Il a traduit tous les discours de Cicéron, travail récompensé en 1990 par le Johann-Heinrich-Voß-Preis für Übersetzung de la Deutsche Akademie für Sprache und Dichtung. Il a également traduit des textes d'Horace, d'Aristote et Platon.
Fuhrmann meurt à Überlingen, en Allemagne, le 12 janvier 2005.
Il était membre de l'Académie des sciences de Heidelberg. Il était aussi membre de l'Académie royale néerlandaise des arts et des sciences.

## Œuvres
- Rom in der Spätantike: Porträt einer Epoche, Artemis & Winkler, 1998.
- Platon: Apologie des Sokrates, Reclam, 1986.
- Aristoteles: Poetik, Reclam, 1994.
- Cicero: Die catilinarischen Reden, Artemis & Winkler, 1998.
- Cicero: Die Reden gegen Verres / In C. Verrem: Erste Verhandlung. Zweite Verhandlung, viertes Buch / Actio prima. Actio secunda, liber quartus, Artemis & Winkler, 1999.
- Bildung: Europas kulturelle Identität, Reclam, 2002.
- Die antike Rhetorik. Eine Einführung, Artemis & Winkler, 2003.
- Der europäische Bildungskanon des bürgerlichen Zeitalters, Insel, 2004.
- Cicero: Und die römische Republik, Patmos, 2005.
- Latein und Europa. Die fremd gewordenen Fundamente unserer Bildung, Dumont Buchverlag, 2005.
- Geschichte der römischen Literatur, Reclam, 2005.
- Die antike Rhetorik, Patmos, 2007.